# Udvarhelyi Sándor
Agyagfalvi Udvarhelyi Sándor (Tiszaabád, 1815. szeptember 25. – Budapest, 1885. november 14.) magyar operaénekes (basszus), színész. Udvarhelyi Miklós öccse.

## Életpályája
Udvarhelyi Miklós és Trentsényi Sára fiaként született, apja tanító és segédlelkész volt. 1834-ben debütált Kolozsvárott. 1835–1837 között a budai Várszínház tagja volt. 1837–1839 között, 1843–1847 között valamint 1850–1873 között a Pesti Magyar Színház, majd a Nemzeti Színház színésze volt. 1839–1843 között Kassán és Kolozsvárott szerepelt. 1848–49-es forradalom és szabadságharc résztvevője volt; 18 ütközetben vett részt, Budavár bevételekor szintén jelen volt a bástyafalakon. Ritka szívós természetének és rendes életmódjának tudható be, hogy életében csak egyszer feküdt betegen: amikor a Nemzeti Színház közelében tűz ütött ki, s ő a színházat védve, az oltásnál segédkezett, egy leomló ház rászakadt, s megsebesítette.  Nyugdíjba vonulása után Leányfalun, majd Budapesten élt.

## Magánélete
Felesége Novák Teréz (1825–1908) színésznő volt.
Sírja a Fiumei úti sírkertben található (34/1-2-27).

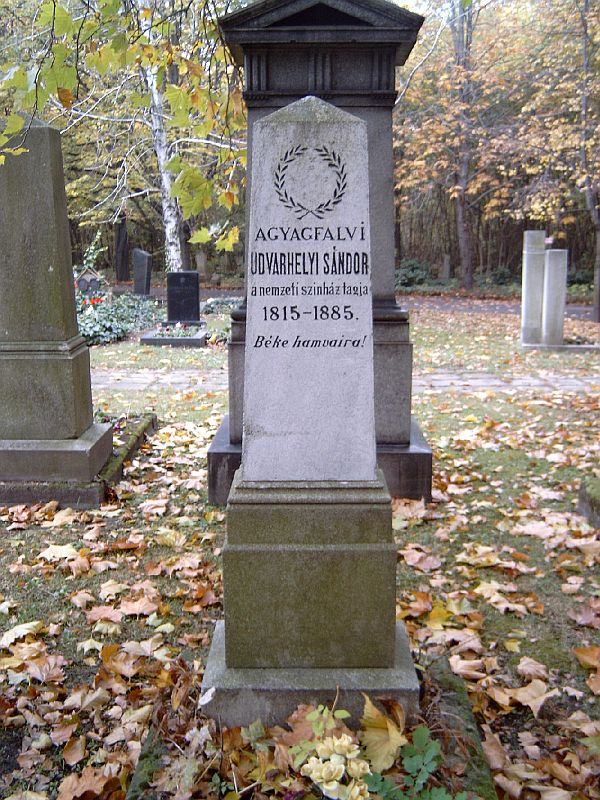
Udvarhelyi Sándor sírja Budapesten. Kerepesi temető: 34/1-2-27.

## Színházi szerepei
- Des Arnould-Fournier: Vasálarcos....Launay
- Ruzitska J.: Béla futása....Ferkó
- Eötvös J.–Szigeti J.: Viola....Cifra Jancsi